# Zełene Połe (obwód dniepropetrowski)
Zełene Połe (ukr. Зелене Поле) – wieś na Ukrainie, w obwodzie dniepropetrowskim, w rejonie krzyworoskim, w hromadzie Hłejuwatka. W 2001 liczyła 692 mieszkańców, spośród których 615 wskazało jako ojczysty język ukraiński, 70 rosyjski, 1 mołdawski, 1 białoruski, 3 ormiański, a 1 inny.